# 어미 핵종
어미 핵종( -核種, parent nuclide) 또는 모핵종(母核種)이란 방사성 핵종A가 핵종B로 붕괴될 때 핵종A를 이르는 말이다. 또, 붕괴한 핵종B는 딸핵종이라 부른다. 마치 생물학의 모세포와 딸세포의 관계와 비슷하다.

## 같이 보기
- 방사성 붕괴
- 딸세포
- 붕괴 사슬
- 핵종